# Graine de star
Ne doit pas être confondu avec Graines de star.
Pour les articles homonymes, voir Graine de star (homonymie).
Pour plus de détails, voir Fiche technique et Distribution.
Graine de star (Life with Mikey), ou L'Enfance de l'art au Québec, est un film américain réalisé par James Lapine sorti en 1993. Produit par Touchstone Pictures, il est notamment interprété par Michael J. Fox.

## Synopsis
Mikey Chapman (Michael J. Fox), lui-même ancien enfant star, est agent de nouveaux talents. Angie Vega (Christina Vidal) devient sa protégée et la nouvelle vedette de son film. Ils deviennent très populaire mais doivent travailler très fort. Geena Briganti (Cyndi Lauper), sa secrétaire de production lui donne plusieurs bons conseils.Un jour Mikey fera d'Angie une vraie star car cette fillette est ce qu'il a toujours cherché. Mais plusieurs problèmes arriveront...

## Fiche technique
- Titre : Graine de star
- Titre original : Life with Mikey
- Réalisation : James Lapine
- Scénario : Marc Lawrence
- Musique : Alan Menken
- Photographie : Rob Hahn
- Montage : Robert Leighton
- Chorégraphie : Diane Martel
- Production : Scott Rudin et Teri Schwartz
- Société de production : Touchstone Pictures
- Société de distribution : Buena Vista Pictures (États-Unis)
- Pays d'origine :  États-Unis
- Langue originale : anglais
- Genre : Comédie
- Durée : 91 minutes
- Dates de sortie : 
  - États-Unis : 4 juin 1993

## Distribution
- Michael J. Fox (VF : Luq Hamet ; VQ : Daniel Lesourd) : Michael Chapman
- Christina Vidal (VQ : Catherine Levasseur) : Angie Vega
- Nathan Lane (VF : Mario Santini ; VQ : Jacques Brouillet) : Ed Chapman
- Cyndi Lauper (VF : Céline Monsarrat ; VQ : Geneviève De Rocray) : Geena Briganti
- David Krumholtz (VQ : Patrick Duplat) : Barry Corman
- David Huddleston (VF : William Sabatier ; VQ : Ronald France) : Mr. Corcoran
- Victor Garber (VF : Michel Papineschi) : Brian Spiro
- Dylan Baker (VF : Pierre Laurent) : M. Burns
- Christine Baranski : Carol
- Kathleen McNenny (VF : Pauline Larrieu ; VQ : Élise Bertrand) : Allison Jones

## Autour du film
Sorti au cinéma aux États-Unis le 4 juin 1993, le film n'est pas sorti dans les salles en France et a été plus tardivement disponible en DVD, puis en VOD le 30 août 2016 